# 스톡홀름시

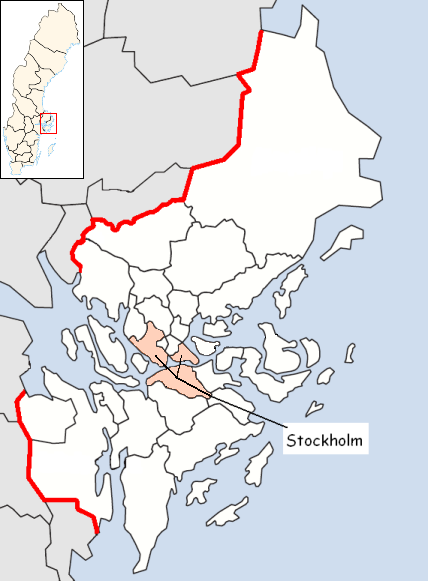
스톡홀름시의 위치

스톡홀름시(스웨덴어: Stockholms kommun)는 스웨덴 스톡홀름주에 위치한 지방 자치체로 행정 중심지는 스톡홀름(스웨덴의 수도이자 스톡홀름주의 주도)이며 면적은 육지와 수역을 모두 포함하여 214.63km2, 인구는 995,574명(2024년 12월 31일 기준), 인구 밀도는 4,400명/km2이다. 스웨덴에서 인구가 가장 많은 지방 자치체이다.

시 문장